# Lothar Dietrich von Bönninghausen
Lothar Dietrich von Bönninghausen (* 1598 in Apricke; † 13. Dezember 1657 in Attendorn) war kaiserlicher Feldmarschallleutnant im Dreißigjährigen Krieg. Er wurde 1634 zum Freiherrn erhoben.

## Laufbahn
Bönninghausen trat zu Beginn des Dreißigjährigen Krieges in den Dienst der katholischen Liga, nachdem er bereits um 1616 unter dem Grafen Hendrik van dem Bergh im Achtzigjährigen Krieg auf spanischer Seite in den Niederlanden gedient hatte. Am 10. August 1617 heiratete Bönninghausen Anna von Budberg in Aldekerk. Im Jahr 1622 war er Rittmeister in dem ligistischen Reiterregiment des Wallonen Nicolaus des Fours. Unter anderem nahm Bönninghausen am Feldzug Wallensteins gegen den dänischen König Christian IV. teil. Der Militärdienst zahlte sich für ihn aus. Er legte zusammen mit seiner Frau 1624 beim Münsterschen Grutamt 4000 Reichstaler an. Diese brachten ihm 240 Taler pro Jahr ein. Seine Frau starb 1633 in Münster.
Im Jahr 1630 wurde er Obrist in kaiserlichen Diensten und Kommandeur eines Kürassierregiments unter Feldmarschall Pappenheim. Im Dienste von Tilly war Bönnighausen 1630/31 maßgeblich an der Belagerung und Eroberung von Magdeburg beteiligt. Im Dezember 1630 lag er mit 500 Kavalleristen und 600 Infanteristen im Dorf Salbke vor Magdeburg. Bei den Plünderungen der Stadt raubte er sich ein großes Vermögen zusammen.
1632 erhielt er in Magdeburg vom kaiserlichen Befehlshaber Graf Wolf von Mansfeld den Befehl, zusammen mit dem Generalwachtmeister Johann von Viermund die Stadt Halberstadt anzugreifen. Als er schon eine Bresche geschossen hatte, ging ihm die Munition aus, und er musste sich auf Befehl Mansfelds Richtung Magdeburg zurückziehen. Unterwegs wurde sein Corps vom schwedischen General Johan Banér überfallen und zerschlagen.
Danach wurde er von Pappenheim zum Befehlshaber der Reiterei ernannt, und im Dienste Wallensteins wurde er schließlich kaiserlicher Generalfeldwachtmeister. Bönnighausen ließ 1633 Iserlohn belagern und plündern. Im selben Jahr wurde die Hohenlimburg belagert und besetzt. Bönninghausens Truppen waren wegen ihrer brutalen Behandlung der Bevölkerung berüchtigt. Für seine sechs Reiterregimenter ließ er im Juni 1633 vor Münster ein befestigtes Lager errichten. Er selbst nahm Quartier auf der Domimmunität. Die Landstände hatten für die Versorgung der Truppen 3000 Taler und für den General 1000 Taler aufzubringen. Nach der Schlacht bei Hessisch Oldendorf konnte er Münster vor der Belagerung durch hessische Truppen bewahren, indem er selbst in Waldeck und Hessen einfiel. Ein Jahr später, als vereinigte Truppen der Schweden, Hessen und Lüneburger Münster bedrohten, befehligte von Bönninghausen die Reiterei des Feldmarschallleutnants Gottfried Huyn von Geleen.
Für seine Dienste wurde Bönninghausen am 20. Mai 1634 in den erblichen Reichsfreiherrenstand erhoben. Im Jahr 1636 trat er in den Dienst des kaiserlichen Feldmarschalls Ottavio Piccolomini. Im Jahr 1639 wurde er zum kaiserlichen Feldmarschallleutnant ernannt. Er fiel durch seine übertriebenen Plünderungen und Kontributionsforderungen auf. Seinen Posten musste er 1640 aufgeben. Danach hatte er mit der Aufstellung von zwei Regimentern für den Gouverneur der spanischen Niederlande nur wenig Erfolg. Er kehrte 1645 nach Münster zurück und nahm Kontakt zur französischen Gesandtschaft auf. Nach langen Geheimverhandlungen wurden ihm erhebliche Gelder zur Truppenwerbung zugesagt und er selbst wurde zum französischen „Maréchal de camp“ ernannt. Die kaiserliche Gesandtschaft bei den Friedensverhandlungen erlangte Kenntnis von dem Seitenwechsel und war bestrebt, ihn in der neutralen Stadt „unschädlich“ zu machen. Bönninghausen erlangte seinerseits Kenntnis von diesen Maßnahmen und flüchtete zur französischen Gesandtschaft, die ihn aus der Stadt schmuggelte. Die Truppenwerbung von Bönninghausen war zwar erfolgreich, aber seine Soldaten haben den Kriegsverlauf kaum beeinflusst.
Im Juli 1647 wechselte er erneut die Seiten, er erhielt ein kaiserliches „Pardonpatent“ und im August das Kommando über die kaiserlichen Truppen in Franken und Schwaben. Feldmarschallleutnant Sigismund Mislik und er sollten die von Bönninghausens vorherigem französischen Befehlshaber Turenne abgefallenen Weimarer Truppen in kaiserliche Dienste abwerben. Die beiden konnten aber nicht verhindern, dass sich die meisten der Weimarer lieber den Schweden anschlossen. Dafür gelang es ihm, die von ihrer vorherigen bayerischen Besatzung nach dem Waffenstillstand von Ulm im März des Jahres neutralisierte Festung Hohenasperg wieder zurück unter Kontrolle des Kaisers zu bringen. Im Oktober plante Bönninghausen, den aus Bayern zum Westfälischen Friedenskongress reisenden französischen Diplomaten d’Herbigny gefangen zu nehmen, was ihm aber vom Kaiser verboten wurde.
Seine letzten Jahre verlebte er auf der Burg Schnellenberg im Sauerland, die er von der Familie von Fürstenberg gepachtet hatte. Er starb 1657 und wurde in einer Gruft in der 1945 zerstörten Franziskanerkirche in Attendorn beigesetzt. Nach seinem Tod kam es unter den Erben zum Streit um das beträchtliche Erbe.
Nach ihm bildete sich die Familien von Bönninghausen in zwei genealogischen Linien aus.